# Curtis Mayfield
Curtis Lee Mayfield (Chicago, 3 de Junho de 1942 - Roswell, 26 de Dezembro de 1999) foi um músico estadunidense. Foi considerado o 34º melhor guitarrista de todos os tempos pela revista norte-americana Rolling Stone.
Ele se tornou famoso no começo da década de 1960 como compositor e vocalista do grupo The Impressions. Na década de 1970, seguiu uma bem sucedida carreira solo e se consagraria como um dos músicos mais influentes de sua época. Seu álbum mais importante é "Superfly", de 1972, trilha sonora do filme homônimo.
Multi-instrumentalista, ele tocava guitarra elétrica, baixo, piano, saxofone e bateria. Além de ter sido um dos grandes mestres da soul e do funk dos Estados Unidos (ao lado de nomes como Al Green, Isaac Hayes, Marvin Gaye e Stevie Wonder), Mayfield é também lembrado como um dos pioneiros das músicas de consciência sócio-políticas do movimento negro em seu país.

## Biografia

### Primeiros anos: The Impressions
Curtis começou a cantar aos sete anos de idade, e a carreira profissional se iniciaria em 1957, quando formou o grupo vocal de rhythm and blues "Alpha Tones". Um ano depois, ele integraria a banda The Impressions - junto aos músicos Jerry Butler, Arthur Brooks, Richard Brooks e Sam Gooden. Os Impressions ajudaram a definir o que seria conhecido como Soul de Chicago - já que a banda era dessa cidade, que rivaliza com os grupos do selo Motown, de Detroit.
Entre alguns sucessos nas paradas dos Estados Unidos, estão "For Your Precious Love" e "He Will Break Your Heart" (1958), "Gypsy Woman" (1961), "It's All Right" (1963), "I’m So Proud", "Keep on Pushing" e "Amen" (1964)  e "People Get Ready" (1965) - que seria regravada na década de 1980 por Jeff Beck e Rod Stewart) - "This is My Country" (1966), "We’re a Winner" (1968) e "Mighty Mighty Spade & Whitey" (1969).

### Carreira solo
Em 1970, Curtis partiu para carreira solo em projetos musicais. Naquela época Mayfield compôs suas famosas letras em que expunha alguns dos problemas vivenciados pelos negros dos guetos estadunidenses, como o crime e as drogas. Estes são alguns dos temas de Super Fly, filme do gênero blaxploitation, cuja trilha sonora foi composta por ele. Este era o auge da carreira do cantor. O álbum "Superfly" vendeu mais de um milhão de cópias e recebeu quatro indicações ao Grammy à época. Dentre os sucessos deste álbum estão as clássicas "Superfly" e "Freddie's Dead" - da qual o grupo de rap brasileiro Racionais MCs retirou alguns samples.
"(Don't Worry) If There's A Hell Below We're All Going To Go'", "Move On Up"', "Do Do Wap Is Strong In Her", "Future Shock" e "Homeless" são outros exemplos de canções engajadas do cantor.
Além de compositor respeitado, Mayfield foi também produtor de álbuns, como da cantora Aretha Franklin, e de outras trilhas de sucessos, como a do filme Claudine (1974), interpretada pelo grupo Gladys Knight & the Pips, e Let's Do It Again (1975), com o grupo gospel Staple Singers.
No final da década, Curtis se aproximou da disco music, que marcaria o início do declínio de seu sucesso e prestígio.

### Declínio e morte
Em 14 de agosto de 1990, Mayfield sofreu um grave acidente durante uma apresentação no Brooklyn (Nova York). Um poste de luz caiu sobre ele, deixando-o tetraplégico.
Em 1994, o cantor foi homenageado com um tributo, do qual participaram artistas como Aretha Franklin, Bruce Springsteen, Elton John, Eric Clapton, Gladys Knight, Isley Brothers e Whitney Houston. No ano seguinte, receberia um Grammy pelo conjunto da obra.
Mesmo tetraplégico, Curtis gravaria em 1996 seu último álbum, "New World Order" - que incluía uma regravação de "We People Who Are Darker Than Blue", lançada originalmente no primeiro disco solo de cantor. "New World Order" recebeu três indicações para o Grammy. Ainda naquele ano, por seu trabalho solo, Mayfield seria admitido pela segunda vez no Rock and Roll Hall of Fame - a primeira tinha sido em 1991, mas como membro dos Impressions.
Em fevereiro de 1998, em virtude de sua diabetes, o cantor teve sua perna direita amputada. Curtis Mayfiled morreu em 26 de dezembro de 1999, de complicações decorrentes de diabetes.

## Filmografia
- Movin' On Up - "The Music and Message of Curtis Mayfield and The Impressions" (DVD-2008)
- Super Fly (1972) - (Papel: como ele próprio)
- Short Eyes (1977) - (Papel: Pappy)
- Sgt. Pepper's Lonely Hearts Club Band (1978) (Papel: convidado)
- Curtis Mayfield Live at Ronnie Scotts (2002)

## Discografia

### Álbuns de estúdio
- Curtis (1970)
- Roots (1971)
- Superfly (1972)
- Back to the World (1973)
- Got to Find a Way (1974)
- Claudine (Gladys Knight and the Pips) (1974)
- Sweet Exorcist (1974)
- Let's Do It Again (The Staple Singers) (1975)
- There's No Place Like America Today (1975)
- Sparkle (Aretha Franklin) (1976)
- Give, Get, Take and Have (1976)
- A Piece of the Action (Mavis Staples) (1977)
- Short Eyes (1977)
- Never Say You Can't Survive (1977)
- Do It All Night (1978)
- Heartbeat (1979)
- Something to Believe In (1980)
- The Right Combination (with Linda Clifford) (1980)
- Love is the Place (1982)
- Honesty (1983)
- We Come in Peace with a Message of Love (1985)
- Take It to the Streets (1990)
- New World Order (1997)

### Trilha-Sonoras
- Super Fly (1972)
- Claudine (1974)
- Let's Do It Again (1975)
- Sparkle (1976)
- A Piece of the Action (1977)
- Short Eyes (1977)
- The Return of Superfly (1990)

### Álbuns ao vivo
- Curtis/Live! (1971)
- Curtis in Chicago (1973)
- Live in Europe (1988)
- People Get Ready: Live at Ronnie Scott's (1988)

### Coletãneas
- The Anthology 1961-1977 (1992)
- People Get Ready: The Curtis Mayfield Story (1996)
- The Very Best of Curtis Mayfield (1997)
- Soul Legacy (2001)
- Greatest Hits (2006)